# Мороз Олександр Миколайович
Олександр Миколайович Мороз (нар. 14 серпня 1968) — колишній радянський та український футболіст, воротар. Після завершення ігрової кар'єри — футбольний тренер.

## Біографія

### Ігрова кар'єра
Вихованець ДЮФШ «Динамо» (тренер Олександр Шпаков). Грав у юнацьких збірних СРСР.
З 1985 по 1988 роки виступав за дублюючий склад київського «Динамо», з 1989 по 1993 рік грав за чехословацький «Сенець».

### Тренерська кар'єра
З 2001 року працював тренером воротарів в ДЮФШ «Динамо».
2004 року став тренером воротарів у збірній України 1987 р.н. (старший тренер Віктор Кащей).
З сезону 2005/2006 років став тренером воротарів і асистентом старшого тренера «Динамо-2», а також тренером воротарів у молодіжній збірній України (старший тренер Павло Яковенко).